# Четверта К.
Четверта К (англ. The Fourth K) — політичний роман Маріо П'юзо. Твір розповідає про злети й падіння Френсіса Ксав'є Кеннеді (нащадка родини Кеннеді) та його соратників та ворогів під час великої війни США проти терористів.
Після публікації книги Маріо П'юзо сказав: «Четверта К. — це [комерційний] провал — але це моя найамбітніша книга».)

## Сюжет
Терористична група, яку очолює Ябріл, вбиває Папу Римського, викрадає та пізніше вбиває дочку президента США. Через кілька днів після цих подій двоє молодих ідеалістів підкладають атомну бомбу, яка вибухає на Таймс-сквер. Відтоді президент США Френсіс Ксав'є Кеннеді зосереджується на помсті. Серед інших сюжетних ліній роману — кар'єра Девіда Джатні, починання Крістіана Клі, генерального прокурора та шлях до президентства Еллен Дю Прай.

## Головні персонажі
- Френсіс Ксав'є Кеннеді — президент США. Після смерті дружини та дочки переживає душевні зміни. Відтоді зосереджує своє життя на помсті, до кінця того не усвідомлюючи.
- Крістіан Клі — генеральний прокурор США. Відповідає за захист президента. Протягом всього життя допомагає Франциску, до якого ставиться як до брата.
- Ябріл — революціонер, голова терористичної групи. Сильно вірить у свої переконання.
- Девід Джетні — спочатку займається написанням та коректурою кіносценаріїв. Після невдалої кар'єри в шоубізнесі, з відчаю та страхом перед майбутнім, яке зазвичай чекає на пересічного американця, вирішує вбити Френсіса Ксав'є Кеннеді.
- Олів'є Оліфант (Оракул) — сторічна людина, яка уважно спостерігає за політичним життям. Близький друг Крістіана Клі.
- Геллен Дю Молі — віцепрезидент Америки; лояльна до Френсіса. Згодом стає першою жінкою на посаді президента Америки.

## Інші персонажі
- Ромео
- Енн
- Олдблад Ґрей
- Юджін Дезі
- Берт Одік
- Султан Шерхабен
- Генрі Тіббот
- Адам Гресс
- Артур Вікс
- Тереза Кеннеді